# Råde
Råde – norweskie miasto i gmina leżąca w regionie Østfold.
Råde jest 375. norweską gminą pod względem powierzchni.
W mieście jest przystanek kolejowy Råde.

## Demografia
Według danych z roku 2005 gminę zamieszkuje 6465 osób, gęstość zaludnienia wynosi 54,38 os./km².
Pod względem zaludnienia Råde zajmuje 154. miejsce wśród norweskich gmin.
| ludność stan na 1 stycznia 2005 |         |           |       |
|                                 | kobiety | mężczyźni | razem |
| osób                            | 3225    | 3240      | 6465  |
| %                               | 49,88%  | 50,12%    | 100%  |

| wykształcenie stan na 1 października 2004 |        |         |        |        |
|                                           | podst. | średnie | wyższe | niezn. |
| osób                                      | 1158   | 2981    | 936    | 62     |
| %                                         | 22,54% | 58,03%  | 18,22% | 1,21%  |

## Edukacja
Według danych z 1 października 2004:
- liczba szkół podstawowych (norw. grunnskolar): 3
- liczba uczniów szkół podst.: 848

## Władze gminy
Według danych na rok 2011 administratorem gminy (norw. rådmann) jest Morten Svagård, natomiast burmistrzem (norw. ordfører, d. borgermester) jest Kjell Arild Løkke.